# Mart Helme
Mart Helme (ur. 31 października 1949 w Parnawie) – estoński polityk, dyplomata i wydawca, deputowany, były przewodniczący Estońskiej Konserwatywnej Partii Ludowej, w latach 2019–2020 minister spraw wewnętrznych.

## Życiorys
W 1968 ukończył szkołę średnią w Parnawie, a w 1973 historię na Uniwersytecie w Tartu. Pracował jako redaktor w domu wydawniczym, dziennikarz, wydawca i farmer. W latach 1990–1993 był dyrektorem zarządzającym organizacji estońskich wydawców. Od 1994 do 1999 zajmował stanowisko ambasadora Estonii w Rosji, następnie przez rok pełnił funkcję podsekretarza stanu w Ministerstwie Spraw Zagranicznych. Przez dwa kolejne lata był dyrektorem w jednym z wydawnictw, następnie do czasu przejścia na emeryturę pracował jako doradca ministra rolnictwa (2003–2004) oraz europosła Tunne Kelama (2005–2013). Jest autorem książek z zakresu historii i polityki, był także redaktorem naczelnym magazynu „Maailma Vaade”.
W latach 2001–2004 był członkiem Estońskiego Związku Ludowego. W 2012 dołączył do powstałej m.in. na bazie tego ugrupowania eurosceptycznej Estońskiej Konserwatywnej Partii Ludowej. W 2013 został nowym przewodniczącym tej formacji. W 2014 kandydował z jej ramienia bez powodzenia w wyborach do Parlamentu Europejskiego. W wyborach parlamentarnych w 2015 kierowani przez niego konserwatyści uzyskali 8,1% głosów i 7 mandatów w Riigikogu XIII kadencji, z których jeden przypadł Martowi Helme. W 2019 i 2023 z powodzeniem ubiegał się o poselską reelekcję.
Jego narodowo-konserwatywna EKRE dołączyła do nowej koalicji z centrystami premiera Jüriego Ratasa i współrządzącą centroprawicową partią Isamaa. W kwietniu 2019 Mart Helme został ministrem spraw wewnętrznych w drugim rządzie Jüriego Ratasa.
W lipcu 2020 jego syn Martin Helme zastąpił go na funkcji przewodniczącego EKRE. W listopadzie tegoż roku odszedł z rządu. Podał się do dymisji po swojej publicznej wypowiedzi, w której podważał wynik wyborów prezydenckich w USA, za co spotkała go krytyka ze strony premiera i prezydenta.

## Życie prywatne
Dwukrotnie żonaty: jego pierwszą żoną była historyk Sirje Helme, drugą żoną została polityk Helle-Moonika Helme. Ma trzy córki i trzech synów.